# Дамбинов, Пётр Никифорович
Дамби́нов, Пётр Ники́форович, псевдоним — Солбонэ́ Туя́ (бур. Солбоной Туяа ‘луч Венеры’) (20 февраля 1892, улус Заглик, Иркутская губерния — 12 сентября 1938, лагерь ГУЛАГ, Иркутская область) — бурятский поэт и общественный деятель.

## Биография
Окончил Иркутское сельскохозяйственное училище в селе Жердовка близ Харганы по специальности учителя и агронома. Представлял бурят в Иркутском земстве. В 1917 году — товарищ председателя Иркутского отдела Бурнацкома, лидер бурят-монгольской фракции в Учредительном собрании, товарищ председателя Народного собрания Дальневосточной республики (ДВР). До октября 1921 года председатель Временного управления Бурят-Монгольской автономной области (Бурмонавтупра).
Редактор первой бурят-монгольской газеты в Чите «Голос бурят-монгола» (орган Народно-революционного ЦК бурят-монголов Дальнего Востока).
В ночь на 21 октября 1922 года вместе с другими активными социалистами-революционерами был арестован Госполитохраной ДВР и по постановлению Особого совещания при МВД республики выслан в административном порядке в Советскую Россию, где на основании постановления административной комиссии при НКВД из заключения освобождён, но без права въезда в ДВР. В ссылке находился сначала в Ярославле, потом в Москве.
В 1923 году опубликовал письмо в «Правде», где отказался от эсеровского пути.
С 1924 года жил в Верхнеудинске, работал в Учёном комитете Бурят-Монгольской АССР. Первые произведения Солбонэ Туя написаны на русском языке, позже писал на бурятском. Печатался в газете «Бурят-монгольская правда» и в журнале «Соёлын Хубисхал» («Культурная революция»).
Из рассказов Солбонэ Туя наиболее известны «Сэсэг» и «Амгалан-пастух». В своих произведениях Дамбинов ставит проблемы эмансипации женщин, семьи и брака и агитирует против бурятского духовенства. Солбонэ Туя — поэт переходной эпохи, всецело базируется на культуре прошлого. Рост культуры и строительство советской Бурят-Монголии не нашли отражения в его произведениях.
Репрессирован во время сталинского террора. Погиб в ГУЛАГе.